# Urqueira
Urqueira é uma povoação portuguesa sede da Freguesia de Urqueira do Município de Ourém, freguesia com 31-06 km² de área e 1401 habitantes (censo de 2021), tendo, por isso, uma densidade populacional de 39,2 hab./km².
A freguesia foi criada pelo decreto n.º 15.286, de 27/03/1928, com lugares da freguesia de Olival.

## Demografia
A população registada nos censos foi:
| Distribuição da População por Grupos Etários | Distribuição da População por Grupos Etários | Distribuição da População por Grupos Etários | Distribuição da População por Grupos Etários | Distribuição da População por Grupos Etários |
| -------------------------------------------- | -------------------------------------------- | -------------------------------------------- | -------------------------------------------- | -------------------------------------------- |
| Ano                                          | 0-14 Anos                                    | 15-24 Anos                                   | 25-64 Anos                                   | > 65 Anos                                    |
| 2001                                         | 279                                          | 264                                          | 889                                          | 478                                          |
| 2011                                         | 168                                          | 189                                          | 856                                          | 469                                          |
| 2021                                         | 110                                          | 118                                          | 692                                          | 481                                          |